# Aeroportul Okaukuejo
Aeroportul Okaukuejo (IATA: OKF, ICAO: FYOO) este un aeroport din Namibia ce deservește zona Okaukuejo⁠(d).
Situat la o altitudine de 1.103 m, aeroportul dispune de o singură pistă.